# Yoshihiro Natsuka
Yoshihiro Natsuka (Prefectura de Chiba, 7 d'octubre de 1969) és un futbolista japonès que disputà onze partits amb la selecció japonesa.